# Pseudophoxinus maeandricus
Pseudophoxinus maeandricus är en fiskart som först beskrevs av Ladiges, 1960.  Pseudophoxinus maeandricus ingår i släktet Pseudophoxinus och familjen karpfiskar. IUCN kategoriserar arten globalt som otillräckligt studerad. Inga underarter finns listade i Catalogue of Life.